# Vityaziella
Vityaziella is een geslacht van sponsdieren uit de klasse van de Hexactinellida.

## Soort
- Vityaziella renki Tabachnick & Lévi, 1997